# Agapetus dayi
Agapetus dayi là một loài Trichoptera trong họ Glossosomatidae. Chúng phân bố ở miền Australasia.